# John Lawrence Sullivan

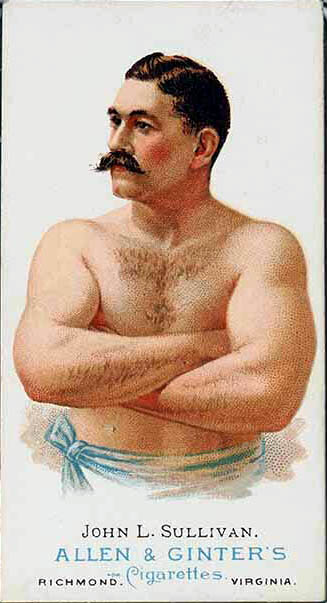
John L. Sullivan

John Lawrence Sullivan (Boston, 15 d'octubre de 1858 - 2 de febrer de 1918), fou un boxador estatunidenc, el darrer dels campions dels pesos pesants amb el puny descobert i el primer dels campions amb guants.